# Kamran Mirza
Kamran Mirza (in persiano کامران میرزا‎; Kabul, 1512 – La Mecca, 5 ottobre 1557) è stato un principe e poeta indiano della dinastia Moghul, figlio dell'imperatore Babur.

## Biografia
Kamran Mirza nacque a Kabul nel 1512, da Babur e dalla sua consorte Gulrukh Begum. Era il secondo maschio di suo padre.
Nel 1525, suo padre iniziò la conquista dell'India, che lo avrebbe portato a fondare, nel 1526, l'impero Moghul, di cui fu il primo sovrano. Durante questo periodo, Kamran si occupò della difesa delle frontiere settentrionali, incarico che manteneva ancora nel 1530, quando suo padre morì e il suo fratellastro Humayun, primogenito e figlio della moglie principale Maham Begum, divenne il nuovo imperatore.
Nel 1538, Kamran entrò per la prima volta in India, alla testa di un esercito di 12.000 uomini. Ufficialmente, doveva sostenere Humayun contro il loro ribelle fratellastro Hindal, ma in realtà Kamran intendeva saggiare il terreno in previsione di una sua salita al trono, soprattutto dopo la sconfitta di Humayun nella battaglia di Chausa, nel 1539, quando rifiutò sia di portare aiuto che di cedergli il comando delle sue truppe. Tuttavia, Kamran non riuscì a radunare abbastanza alleati e finì per ritirarsi a Lahore.

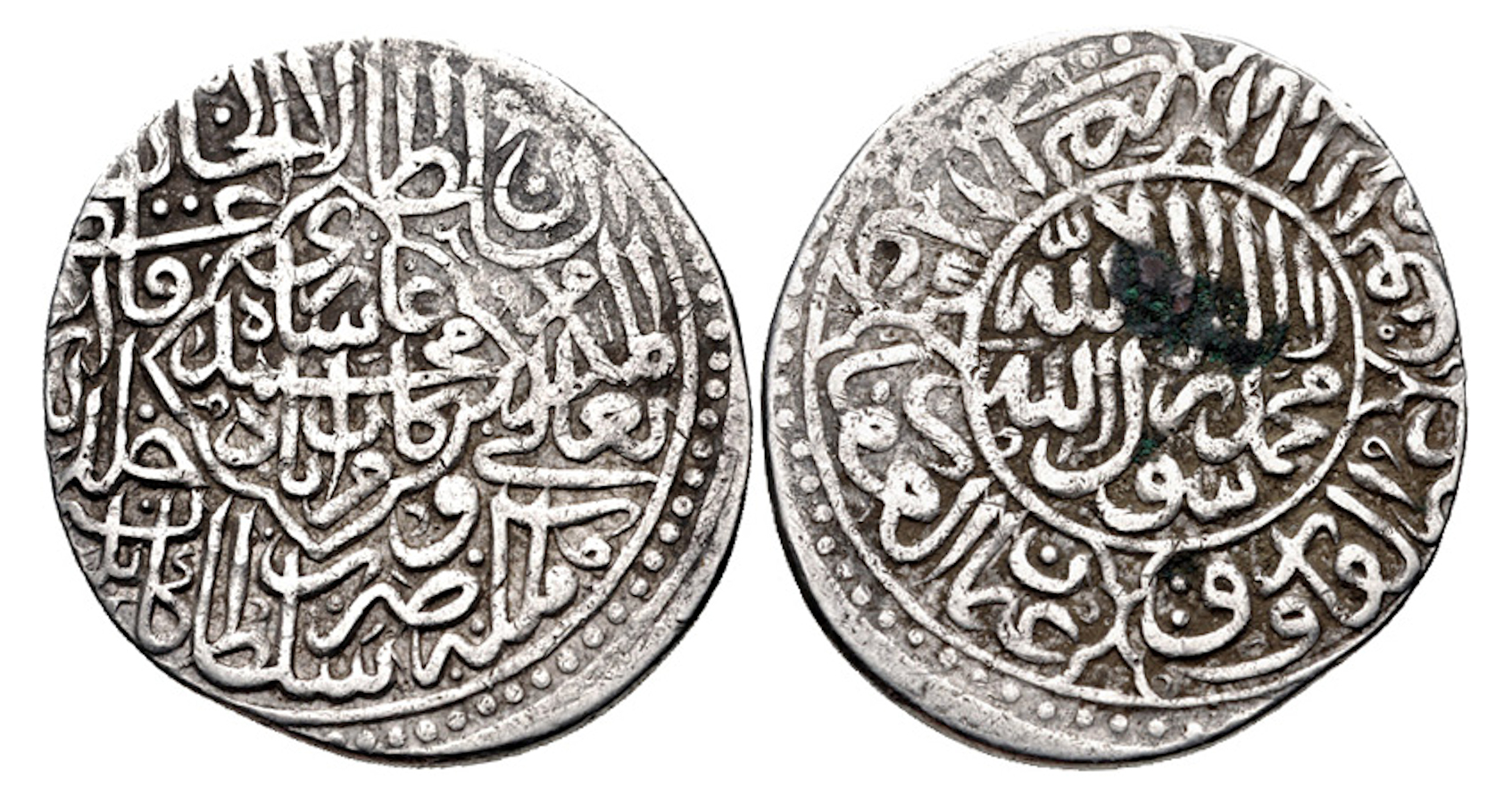
Moneta coniata a Kabul da Kamran Mirza

Nel 1540, Humayun venne nuovamente sconfitto da Sher Shah, che lo esiliò dall'India. Humayun cercò riparo a Kabul, dove Kamran era governatore, ma questi rifiutò di cedere la città e contattò invece Sher Shah, offrendo aiuto militare e la testa di Humayun in cambio del Punjab, ma l'offerta venne rifiutata. Scoperto il tradimento, Humayun fu invitato a fare giustiziare il fratellastro, ma rifiutò. Nel 1543, Humayun attraversò l'Indo in un ultimo tentativo di riconquistare il trono: a quel punto Kamran gli tese un'imboscata con l'aiuto di suo fratello Askari, ma Humayun riuscì a fuggire in Persia, alla corte di Tahmasp I, che gli fornì le truppe necessarie a sconfiggere i due fratellastri.
Nel 1545, Humayun marciò su Kabul, che si arrese senza combattere, denunciando Kamran come tiranno e costringendolo a fuggire di nascosto. I successivi tentativi di riprendere la città lo resero sempre più odiato, finché nel 1552 dovette supplicare asilo proprio da Sher Shah, a Delhi, ma questi invece lo arrestò e lo consegnò a Humayun tramite il suo consigliere Hemu.
Nuovamente, Humayun rifiutò di mettere Kamran a morte, ma ordinò di accecarlo, per poi esiliarlo a La Mecca, mentre i suoi figli furono imprigionati nel Forte di Attock. Lo stesso trattamento fu riservato ad Askari. Secondo le cronache contemporanee, la riluttanza di Humayun a giustiziare i fratellastri ribelli era dovuta alla sua ultima conversazione col padre morente, che gli chiese di promettere che non avrebbe tolto la vita ai suoi fratelli anche se lo avessero meritato.
Kamran Mirza morì a La Mecca, probabilmente ucciso, il 5 ottobre 1557. Nello stesso giorno morì anche suo fratello Askari.

## Architettura

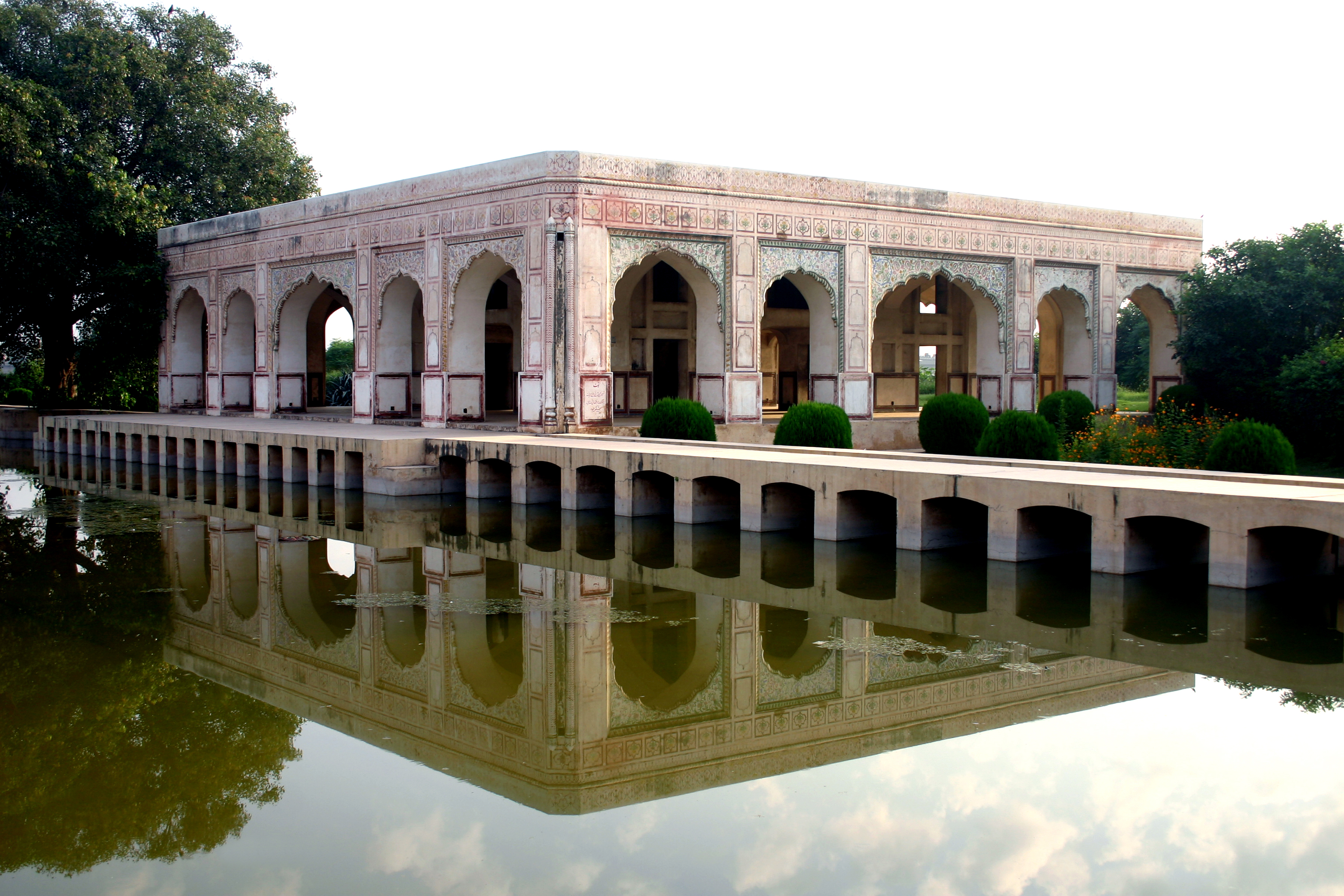
Baradari di Kamran Mirza

Durante il suo periodo a Lahore, Kamran commissionò la costruzione di un edificio, chiamato Kamran ki Baradari. Si tratta di un edificio a dodici porte (Baradari significa letteralmente "dodici porte", da Bara, porta; e Dar, dodici) costruito su quella che all'epoca era la riva del fiume Ravi, mentre oggi il fiume ha cambiato corso e perciò l'edificio si alza dalle acque stesse come una sorta di isola.

## Poesia
A Kamran Mirza è attribuito un Divan scritto in persiano e chagatai.

## Famiglia

### Consorti
Kamran Mirza aveva almeno otto consorti:
- Gulrukh Begum. Sua cugina materna, figlia di Amir Sultan Ali Mirza Taghai Begchik, si sposarono nel 1528, mentre la di lei cugina Bega Begum sposò Humayun;
- Muhtarima Khanum. Figlia di Shah Muhammad Sultan Jagatai, sultano di Kashghar, e di Khadija Sultan Khanum, figlia di Ahmad Jagatai;
- Hazara Begum, nipote di Khizr Hazara Khan;
- Mah Begum, figlia di Uwais Qibchaq, sultano di Kulab;
- Mihr Afroz Begum;
- Daulat Bakht Aghacha, concubina circassa. Con sua figlia, accompagnò suo marito a Taloqan nel 1550. Nel 1551, sconfitto Kamran, tentarono di fuggire a Kandahar, ma durante l'attraversamento del passo Khimar furono catturate e consegnate a Humayun, fratellastro di Kamran e imperatore Moghul.
- Mah Chuchak Begum (morta nel 1558). Figlia di Mir Shah Husain Arghun e Mah Chuchak Begum, figlia di Mirza Muhammad Muqim Beg Aghun, si sposarono nel 1546;
- Sorella di Abdullah Khan Mughal.

### Figli
Kamran Mirza aveva almeno due figli:
- Ibrahim Sultan Mirza (morto nel 1561);
- Abdulqasim Mirza (1530-1553).

### Figlie
Kamran Mirza aveva almeno cinque figlie:
- Habiba Begum. Nel 1545 sposò Yasin ud-Daula Aq Sultan, figlio di Aiman Khwajah Sultan e nipote di Ahmad Jaqatai, da cui venne ripudiata nel 1551;
- Gulrukh Begum. Sposò Ibrahim Husain Mirza, terzo figlio di Muhammad Mirza, di sultano di Azampur. Ebbe un figlio, Muzaffar Husain Mirza, e una figlia, Nurunnissa Begum, che sposarono due figli dell'imperatore Akbar, rispettivamente la figlia maggiore Shahzadi Khanum nel 1593 e l'erede Jahangir nel 1592;
- Hajji Begum - con Mihr Afroz Begum. Nell'ottobre 1575 si recò in pellegrinaggio a La Mecca;
- Gulizar Begum. Nell'ottobre 1575 si recò in pellegrinaggio a La Mecca;
- Aisha Sultan Begum - con Daulat Bakht Aghcha. Con sua madre, accompagnò suo padre a Taloqan nel 1550. Nel 1551, sconfitto Kamran, tentarono di fuggire a Kandahar, ma durante l'attraversamento del passo Khimar furono catturate e consegnate a Humayun, fratellastro di Kamran e imperatore Moghul. Sposò Fakhruddin Khan Mashhadi, morto nel 1578.